# SG-V-2511
La SG-V-2511 es una carretera local de la provincia de Segovia (España). La mayor parte de su trayecto es el itinerario Nº89 «Matabuena a Pedraza» y el resto, coincide con parte del el itinerario Nº88 «Arcones a Puebla de Pedraza y Acceso a Arahuetes» de la Red Provincial de Carreteras de la Diputación de Segovia.
Está construida íntegramente sobre el antiguo Camino Vecinal de Matabuena a Puebla de Pedraza. Comparte el último tramo de 2,2 kilómetros entre Pedraza y La Velilla con la SG-V-2512 entre el punto kilométrico 4,900 y el 7,100 aunque en la propia vía se siguen marcando los puntos kilométricos de la SG-V-2512.

## Localidades que atraviesa
Comienza en Matabuena aunque fuera del pueblo en si, pasa por Cañicosa y Pedraza y termina en La Velilla.

## Mejoras
Todas los trabajos de mejora documentados se han efectuado en el tramo que coincide con la SG-V-2512.

### Ensanchamiento y mejora del pavimento
En el año 1992 se ensanchó el tramo entre Pedraza y La Velilla. En 1993 se mejoró el pavimento del mismo tramo.

### Refuerzo de firme
En 2020 se volvió a intervenir en el tramo entre Pedraza y La Velilla para mejorar el firme de la carretera. Esta obra se encuentra recogida en el Plan Provincial de Carreteras 2020 y se efectuó entre agosto y noviembre de 2020.

## Recorrido
| Matabuena ( N-110 ) - SG-V-2512 | Matabuena ( N-110 ) - SG-V-2512 | Matabuena ( N-110 ) - SG-V-2512           | Matabuena ( N-110 ) - SG-V-2512 | Matabuena ( N-110 ) - SG-V-2512 |
| Elemento                        | Esquema                         | Nombre de salida                          | Carretera que enlaza            | Notas                           |
| ------------------------------- | ------------------------------- | ----------------------------------------- | ------------------------------- | ------------------------------- |
|                                 |                                 | Prádena - Soria Collado Hermoso - Segovia | N-110                           |                                 |
|                                 |                                 |                                           | Camino rural                    |                                 |
|                                 | Arroyo del Palancar             |                                           |                                 |                                 |
|                                 |                                 | CAÑICOSA                                  |                                 |                                 |
|                                 |                                 | Calle de los Cazes                        |                                 |                                 |
|                                 |                                 | Calle Real                                |                                 |                                 |
|                                 |                                 |                                           |                                 |                                 |
|                                 |                                 | Calle del Egido                           |                                 |                                 |
|                                 |                                 | Calle del Ejido                           |                                 |                                 |
|                                 |                                 | Calle del Rinconcillo                     |                                 |                                 |
|                                 |                                 | Camino                                    |                                 |                                 |
|                                 |                                 | CAÑICOSA                                  |                                 |                                 |
|                                 | Camino de Los Villares          | Camino                                    |                                 |                                 |
|                                 |                                 | Camino rural                              |                                 |                                 |
|                                 |                                 | Camino rural                              |                                 |                                 |
|                                 |                                 | Camino                                    |                                 |                                 |
|                                 |                                 | Camino                                    |                                 |                                 |
|                                 |                                 | Camino                                    |                                 |                                 |
|                                 |                                 | Camino                                    |                                 |                                 |
|                                 |                                 | Arcones La Velilla                        | SG-V-2512                       |                                 |